# Neuroticismo
O neuroticismo é um dos cinco maiores traços de personalidade de ordem superior no estudo da psicologia. Indivíduos com alto índice de neuroticismo são mais propensos do que a média a serem mal-humorados e a experimentar sentimentos como ansiedade, preocupação, medo, raiva, frustração, inveja, ciúme, culpa, humor depressivo e solidão. Pessoas que são neuróticas respondem pior a estressores e são mais propensas a interpretar situações comuns como frustrações ameaçadoras e menores como irremediavelmente difíceis. Eles são muitas vezes autoconscientes e tímidos, e podem ter dificuldade em controlar impulsos e atrasar a gratificação.
Pessoas com altos índices de neuroticismo estão em risco para o desenvolvimento e o surgimento de transtornos mentais comuns, tais como transtornos de humor, transtornos de ansiedade e transtornos por uso de substâncias, sintomas que tradicionalmente eram chamados de neuroses.

## História
Galeno de Pérgamo popularizou a ideia de que misturas de quatro fluidos corporais ou humores resultavam em quatro tipos de personalidade ou temperamentos. O tipo de personalidade melancólica, que pode ser visto como o antecessor conceitual do neuroticismo, foi caracterizado por ser mentalmente desequilibrado, medroso, ansioso ou triste. De acordo com Hipócrates, isso resultou de muita bile negra. Investigações científicas modernas concluíram que essas teorias não têm base em fatos.

## Definição
O neuroticismo é um traço em muitos modelos dentro da teoria da personalidade, mas há muita discordância em sua definição. Alguns o definem como uma tendência à excitação rápida quando estimulada e relaxamento lento da excitação; outros o definem como instabilidade emocional e negatividade ou desajustamento, em contraste com a estabilidade emocional e positividade, ou bom ajustamento. Outros ainda o definem como falta de autocontrole, baixa capacidade de lidar com o estresse psicológico e tendência a reclamar.
Vários testes de personalidade produzem escores numéricos, e esses escores são mapeados no conceito de "neuroticismo" de várias maneiras, o que criou alguma confusão na literatura científica, especialmente no que diz respeito a sub-traços ou "facetas".
Indivíduos com baixa pontuação no neuroticismo tendem a ser mais estáveis emocionalmente e menos reativos ao estresse.Eles tendem a ser calmos, moderados e menos propensos a se sentirem tensos ou abalados. Embora eles sejam baixos em emoção negativa, eles não são necessariamente elevados em emoção positiva. Ser rico em dezenas de emoções positivas é geralmente um elemento do traço independente da extroversão. Os extrovertidos neuróticos, por exemplo, experimentariam altos níveis de estados emocionais positivos e negativos, uma espécie de "montanha-russa emocional".

## Medição
Como outros traços de personalidade, o neuroticismo é tipicamente visto como uma dimensão contínua em vez de um estado discreto.
A extensão do neuroticismo é geralmente avaliada usando medidas de autorrelato, embora também possam ser usados relatórios por pares e observação de terceiros. As medidas de autorrelato são lexicais ou baseadas em declarações. Decidir qual medida de qualquer tipo usar na pesquisa é determinada por uma avaliação das propriedades psicométricas e das restrições de tempo e espaço do estudo que está sendo realizado.
Medidas lexicais usam adjetivos individuais que refletem traços neuróticos, como ansiedade, inveja, ciúme e mau humor, e são muito espaço e tempo eficientes para fins de pesquisa.
Lewis Goldberg (1992) desenvolveu uma medida de 20 palavras como parte de seus marcadores Big Five de 100 palavras. Saucier (1994) desenvolveu uma medida mais breve de 8 palavras como parte de seus mini-marcadores de 40 palavras. Thompson (2008) revisou sistematicamente essas medidas para desenvolver os mini-marcadores internacionais ingleses, que têm validade e confiabilidade superiores em populações dentro e fora da América do Norte. A  confiabilidade da consistência interna dos Mini-Marcadores Internacionais Ingleses para a medida do Neuroticismo (estabilidade emocional) para falantes nativos de inglês é de 0,84, e para falantes não nativos de inglês é de 0,77.
As medidas de declaração tendem a incluir mais palavras e, portanto, consomem mais espaço para instrumentos de pesquisa do que medidas lexicais. É perguntado aos entrevistados até que ponto eles, por exemplo, "Permanecem calmos sob pressão", ou "Têm freqüentes mudanças de humor". Embora algumas medidas baseadas em declarações de neuroticismo tenham propriedades psicométricas similarmente aceitáveis nas populações norte-americanas para medidas lexicais, seu desenvolvimento geralmente êmico as torna menos adequadas para uso em outras populações. Por exemplo, afirmações em inglês coloquial da América do Norte, como "raramente se sentem azuis" e "muitas vezes caem no lixo", às vezes são difíceis para os falantes de inglês não-nativos entenderem.
O neuroticismo também foi estudado a partir da perspectiva da teoria biopsicológica da personalidade de Gray, usando uma escala que mede a personalidade em duas dimensões: o sistema de inibição comportamental (BIS) e o sistema de ativação comportamental (BAS). Acredita-se que o BIS esteja relacionado à sensibilidade e à punição, bem como à motivação para evitar, enquanto se acredita que o BAS esteja relacionado à sensibilidade para recompensar e também para se aproximar da motivação. Verificou-se que o neuroticismo está positivamente correlacionado com a escala do BIS e negativamente correlacionado com a escala BAS.
O neuroticismo foi incluído como uma das quatro dimensões que compõem as autoavaliações centrais, a avaliação fundamental de si mesmo, o lócus de controle, a autoeficácia e a autoestima. O conceito de autoavaliação central foi examinado pela primeira vez por Judge, Locke e Durham (1997), e, desde então, evidências sugerem que eles têm a capacidade de prever vários resultados de trabalho, especificamente, satisfação no trabalho e desempenho no trabalho.
Existe um risco de viés de seleção em pesquisas de neuroticismo; uma revisão de 2012 de N-scores disse que "muitos estudos utilizaram amostras retiradas de populações privilegiadas e educadas".

## Correlações do transtorno mental
Questões usadas em muitas escalas de neuroticismo se sobrepõem a instrumentos usados para avaliar transtornos mentais como transtornos de ansiedade (especialmente transtorno de ansiedade social) e transtornos de humor (especialmente transtorno depressivo maior), que às vezes podem confundir esforços para interpretar N escores e dificulta determinar se cada um de neuroticismo e os transtornos mentais sobrepostos podem causar o outro, ou se ambos podem derivar de outra causa. Correlações podem ser identificadas.
Uma meta-análise de 2013 descobriu que uma ampla gama de transtornos mentais clínicos está associada a níveis elevados de neuroticismo em comparação com os níveis na população geral. Descobriu-se que o alto neuroticismo é preditivo para o desenvolvimento de transtornos de ansiedade, transtorno depressivo maior, psicose e esquizofrenia, e é preditivo, mas menor para abuso de substâncias e sofrimento mental não específico. Essas associações são menores após o ajuste para sintomas iniciais elevados das doenças mentais e da história psiquiátrica.
O neuroticismo também foi encontrado para ser associado com a morte. Em 2007, Mroczek & Spiro descobriu que, entre os homens mais velhos, as tendências ascendentes no neuroticismo sobre a vida, bem como o aumento do neuroticismo geral, contribuíram para taxas de mortalidade mais altas.

### Distúrbios do humor
Distúrbios associados a neuroticismo elevado incluem transtornos de humor, como depressão e transtorno bipolar, transtornos de ansiedade, transtornos alimentares, esquizofrenia e transtorno esquizoafetivo, transtorno dissociativo de identidade e hipocondria. Os transtornos do humor tendem a ter uma associação muito maior com o neuroticismo do que a maioria dos outros transtornos. Os cinco grandes estudos descreveram crianças e adolescentes com alto neuroticismo como "ansiosos, vulneráveis, tensos, facilmente assustados, desmoronando-se" sob estresse, propensos à culpa, temperamentais, com pouca tolerância à frustração e inseguros nas relações com os outros", inclui ambos os traços relativos à prevalência de emoções negativas, bem como a resposta a essas emoções negativas. Neuroticismo em adultos de forma semelhante foram encontrados para ser associado com a frequência de problemas auto-relatados.
Essas associações podem variar de acordo com a cultura: por exemplo, Adams descobriu que, entre adolescentes norte-americanos de classe média alta, o neuroticismo estava associado a distúrbios alimentares e cortes, mas entre adolescentes ganenses o neuroticismo mais elevado estava associado ao pensamento mágico e ao medo extremo dos inimigos.

### Distúrbios de personalidade
Uma meta-análise de 2004 tentou analisar os transtornos de personalidade à luz da teoria da personalidade de cinco fatores e não conseguiu encontrar discriminações significativas; descobriu que o neuroticismo elevado está correlacionado com muitos transtornos de personalidade.

## Teorias da causação

### Hipótese do ruído mental
Estudos descobriram que os tempos médios de reação não diferirão entre indivíduos com alto neuroticismo e aqueles com baixo neuroticismo, mas que, com indivíduos com alto nível de neuroticismo, há consideravelmente mais variabilidade de tentativa de julgamento no desempenho refletido nos desvios padrão do tempo de reação. Em outras palavras, em alguns estudos, os indivíduos neuróticos são mais rápidos que a média e, em outros, são mais lentos que a média. Tem sido sugerido que essa variabilidade reflete o ruído nos sistemas de processamento de informações do indivíduo ou a instabilidade das operações cognitivas básicas (como processos de regulação) e ainda que esse ruído se origina de duas fontes: preocupações mentais e processos de reatividade.
Flehmig et al. (2007) estudaram o ruído mental em termos de comportamentos cotidianos usando o Questionário de Falhas Cognitivas, que é uma medida de autorrelato da frequência de escorregões e lapsos de atenção. Um "deslize" é um erro por comissão, e um "lapso" é um erro por omissão. Essa escala foi correlacionada com duas medidas bem conhecidas de neuroticismo, a escala BIS/BAS e o Eysenck Personality Questionnaire. Os resultados indicaram que a subescala CFQ-UA (Cognitive Failures Questionnaire- Unintended Activation) foi mais fortemente correlacionada com o neuroticismo (r = 0,40)  e explicou a maior variância (16%) em comparação com os escores gerais do CFQ, que apenas explicaram 7%. Os autores interpretam esses achados como sugerindo que o ruído mental é "altamente específico na natureza", pois está relacionado mais fortemente a escorregões de atenção acionados endogenamente pela memória associativa. Em outras palavras, isso pode sugerir que o ruído mental é principalmente cognições irrelevantes para a tarefa, como preocupações e preocupações.

### Psicologia evolucionista
A teoria da evolução também pode explicar diferenças na personalidade. Por exemplo, uma das abordagens evolutivas para a depressão concentra-se no neuroticismo e descobre que a reatividade aumentada para resultados negativos pode ter um benefício de sobrevivência, e que uma relação positiva foi encontrada entre o nível de neuroticismo e sucesso na universidade com a pré-condição de que o negativo pode ter tido um benefício de sobrevivência e, além disso, uma relação positiva foi encontrada entre o nível de neuroticismo e o sucesso na universidade, com a precondição de que os efeitos negativos do neuroticismo também sejam enfrentados com sucesso. Os efeitos do neuroticismo também são tratados com sucesso. Da mesma forma, uma reatividade aumentada para eventos positivos pode ter tido vantagens reprodutivas, selecionando para reatividade aumentada em geral. Nettle afirma que a evolução foi selecionada para níveis mais elevados de neuroticismo até que os efeitos negativos do neuroticismo superaram seus benefícios, resultando na seleção de um certo nível ótimo de neuroticismo. Esse tipo de seleção resultará em uma distribuição normal do neuroticismo, de modo que as extremidades da distribuição serão indivíduos com neuroticismo excessivo ou neuroticismo muito baixo para o que é ótimo, e aqueles com neuroticismo excessivo seriam, portanto, mais vulneráveis aos efeitos negativos da neurose. depressão, e Nettle dá isso como a explicação para a existência da depressão, em vez de hipotetizar, como outros, que a própria depressão tem qualquer benefício evolucionário.

### Teoria do gerenciamento de terror
Segundo a Terror Management Theory (TMT), o neuroticismo é causado principalmente por insuficientes amortecedores de ansiedade contra a ansiedade da morte inconsciente. Esses buffers consistem em:
1. Visões de mundo culturais que transmitem a vida com um sentido duradouro, como a continuidade social além da morte, o legado futuro e as crenças da vida após a morte;
2. Um senso de valor pessoal, ou a auto-estima no contexto da cosmovisão cultural, um sentido duradouro de significado.

Enquanto a TMT concorda com os relatos da psicologia evolutiva padrão de que as raízes do neuroticismo no Homo sapiens ou seus ancestrais estão provavelmente em sensibilidade adaptativa a resultados negativos, postula que uma vez que o Homo sapiens alcançou um nível mais alto de autoconsciência, o neuroticismo aumentou enormemente, tornando-se amplamente spandrel, um subproduto não-adaptativo da nossa inteligência adaptativa, que resultou em uma consciência paralisante da morte que ameaçava minar outras funções adaptativas. Essa ansiedade excessiva, portanto, precisava ser protegida por meio de noções inteligentemente criativas, mas em grande parte fictícias e arbitrárias, de significado cultural e valor pessoal. Uma vez que as concepções altamente religiosas ou sobrenaturais do mundo fornecem significado pessoal "cósmico" e imortalidade literal, elas são consideradas como oferecendo os amortecedores mais eficientes contra a ansiedade e o neuroticismo da morte. Assim, historicamente, considera-se que a mudança para culturas mais materialistas e seculares - começando no neolítico e culminando na Revolução Industrial – aumentou o neuroticismo.

### Fatores Genéticos e Ambientais
Uma revisão de 2013 descobriu que "O neuroticismo é o produto da interação entre influências genéticas e ambientais. As estimativas de herdabilidade normalmente variam de 40% a 60%." O tamanho do efeito dessas diferenças genéticas permanece basicamente o mesmo durante o desenvolvimento, mas a busca por genes específicos que controlam os níveis de neuroticismo "se mostrou difícil e dificilmente bem-sucedida até agora". Por outro lado, com relação às influências ambientais, as adversidades durante o desenvolvimento, como "negligência emocional e abuso sexual", foram associadas positivamente ao neuroticismo. No entanto, "mudanças sustentadas no neuroticismo e na saúde mental são bastante raras ou têm apenas pequenos efeitos".
No artigo “The Inheritance of Neuroticism”, de Hans J. Eysenck e Donald Prell, publicado em julho de 1951, foi relatado que cerca de 80% das diferenças individuais no neuroticismo são devidas à hereditariedade e apenas 20% são devidas ao meio ambiente, que o fator do neuroticismo não é um artefato estatístico, mas constitui uma unidade biológica que é herdada como um todo. A predisposição neurótica é em grande parte determinada de forma hereditária.
Em crianças e adolescentes, os psicólogos falam de uma afetividade negativa temperamental que, durante a adolescência, se desenvolve no domínio da personalidade do neuroticismo. Os níveis médios de neuroticismo mudam ao longo da vida como uma função da maturidade da personalidade e dos papéis sociais, assim como a expressão de novos genes. Verificou-se que o neuroticismo, em particular, diminuía como resultado da maturidade, diminuindo ao longo dos 40 anos e depois se estabilizando. De modo geral, a influência dos ambientes no neuroticismo aumenta ao longo da vida, embora as pessoas provavelmente selecionem e evoquem experiências baseadas em seus níveis de neuroticismo.
O campo emergente da "genética imagética", que investiga o papel da variação genética na estrutura e na função do cérebro, estudou certos genes sugeridos como relacionados ao neuroticismo, e o que foi estudado até agora sobre esse tópico foi o transportador de serotonina. ligado à região promotora conhecida como 5-HTTLPR, que é transcrito em um transportador de serotonina que remove a serotonina. Verificou-se que, em comparação com a variante longa (l) do 5-HTTLPR, a variante curta (s) reduziu a atividade do promotor, e o primeiro estudo sobre este assunto demonstrou que a presença da variante s do 5-HTTLPR resultou em uma maior atividade da amígdala ao ver rostos raivosos ou com medo ao realizar uma tarefa não emocional, com mais estudos confirmando que a s-variante 5-HTTLPR resulta em maior atividade da amígdala em resposta a estímulos negativos, mas também descobertas. Uma meta-análise de 14 estudos mostrou que esse gene tem um tamanho de efeito moderado e é responsável por 10% da diferença fenotípica. No entanto, a relação entre a atividade cerebral e a genética pode não ser completamente direta devido a outros fatores, com sugestões feitas de que o controle cognitivo e o estresse podem moderar o efeito do gene. Existem dois modelos que foram propostos para explicar o tipo de associação entre o gene 5-HTTLPR e a atividade da amígdala: o modelo "ativação fásica" propõe que o gene controle os níveis de atividade da amígdala em resposta ao estresse, enquanto o modelo "ativação tônica", por outro lado, propõe que o gene controla a atividade basal da amígdala. Outro gene que tem sido sugerido para estudos futuros relacionados ao neuroticismo é o gene catecol-O-metiltransferase (COMT).
As respostas de ansiedade e de estresse desadaptativo que são aspectos do neuroticismo têm sido objeto de estudo intensivo. A desregulação do eixo hipotálamo-hipófise-adrenal e o sistema glicocorticóide e a influência de diferentes versões do transportador da seratonina e dos genes do receptor 5-HT1A podem influenciar o desenvolvimento de neuroticismo em combinação com efeitos ambientais como a qualidade da educação.
Estudos de neuroimagem com fMRI tiveram resultados mistos, com alguns achando que o aumento da atividade na amígdala e no córtex cingulado anterior, regiões cerebrais associadas à excitação, está correlacionado com altos escores de neuroticismo, assim como a ativação das associações também foi encontrada com o córtex pré-frontal medial, córtex insular e hipocampo, enquanto outros estudos não encontraram correlações. Outros estudos foram realizados tentando estreitar o design experimental usando a genética para adicionar uma diferenciação adicional entre os participantes, bem como modelos de estudo de gêmeos.
Um traço relacionado, inibição comportamental ou "inibição ao não-familiar", recebeu atenção como o traço relativo à retirada ou medo de situações desconhecidas, que geralmente é medido pela observação do comportamento infantil em resposta, por exemplo, a indivíduos desconhecidos. Em particular, esta característica tem sido hipoteticamente relacionada à função da amígdala, mas as evidências até agora foram misturadas.

## Idade, sexo e os padrões geográficos
Uma revisão de 2013 descobriu que grupos associados a níveis mais elevados de neuroticismo são adultos jovens que correm alto risco de transtornos de humor. Pesquisas em grandes amostras mostraram que os níveis de N são mais altos em mulheres que em homens.
Para o sexo, a mesma revisão constatou que "pesquisas em grandes amostras mostraram que os níveis de N (neuroticismo) são mais altos em mulheres que em homens. Esta é uma descoberta robusta consistente entre culturas. Este é especialmente o caso durante os anos reprodutivos, mas também é visível em crianças e idosos ". Além disso, disse que as respostas EEG mostraram claras diferenças entre os sexos em indivíduos com níveis elevados de N, mas ainda não foram realizados estudos de RM para investigar as diferenças sexuais em N. No entanto, há uma razão para suspeitar que diferenças fisiológicas desempenham um papel. papel por causa de estudos anteriores que mostraram, por exemplo, uma correlação entre o tamanho do córtex cingulado anterior subgenual e N em adolescentes do sexo feminino, assim "a questão das diferenças sexuais em N e as implicações para a compreensão da base neurobiológica de N merecem investigação mais detalhada e sistemática" Uma revisão de 2010 encontrou diferenças de personalidade entre os gêneros entre "pequeno e moderado", sendo a maior dessas diferenças os traços de agradabilidade e neuroticismo. Descobriu-se que muitos traços de personalidade tiveram maiores diferenças de personalidade entre homens e mulheres em países desenvolvidos em comparação com países menos desenvolvidos, e diferenças em três características - extroversão, neuroticismo e orientação de pessoas versus coisas - mostraram diferenças que permaneceram consistentes em diferentes níveis desenvolvimento econômico, que também é consistente com a "possível influência de fatores biológicos". Três estudos transculturais revelaram níveis mais altos de neuroticismo feminino em quase todas as nações.
Geograficamente, uma revisão de 2016 disse que nos EUA, o neuroticismo é mais alto nos estados do meio-atlântico, para o sul e declina para o oeste, enquanto a abertura à experiência é maior em regiões etnicamente diversas do meio-Atlântico, Nova Inglaterra, Costa Oeste e cidades. Da mesma forma, no Reino Unido, o neuroticismo é menor nas áreas urbanas. Geralmente, estudos geográficos encontram correlações entre baixo neuroticismo e empreendedorismo e vitalidade econômica e correlações entre alto neuroticismo e resultados ruins de saúde. A revisão constatou que a relação causal entre as condições econômicas e culturais regionais e a saúde psicológica é totalmente obscura.